# قائمة بالزيارات الرئاسية الدولية لبشار الأسد

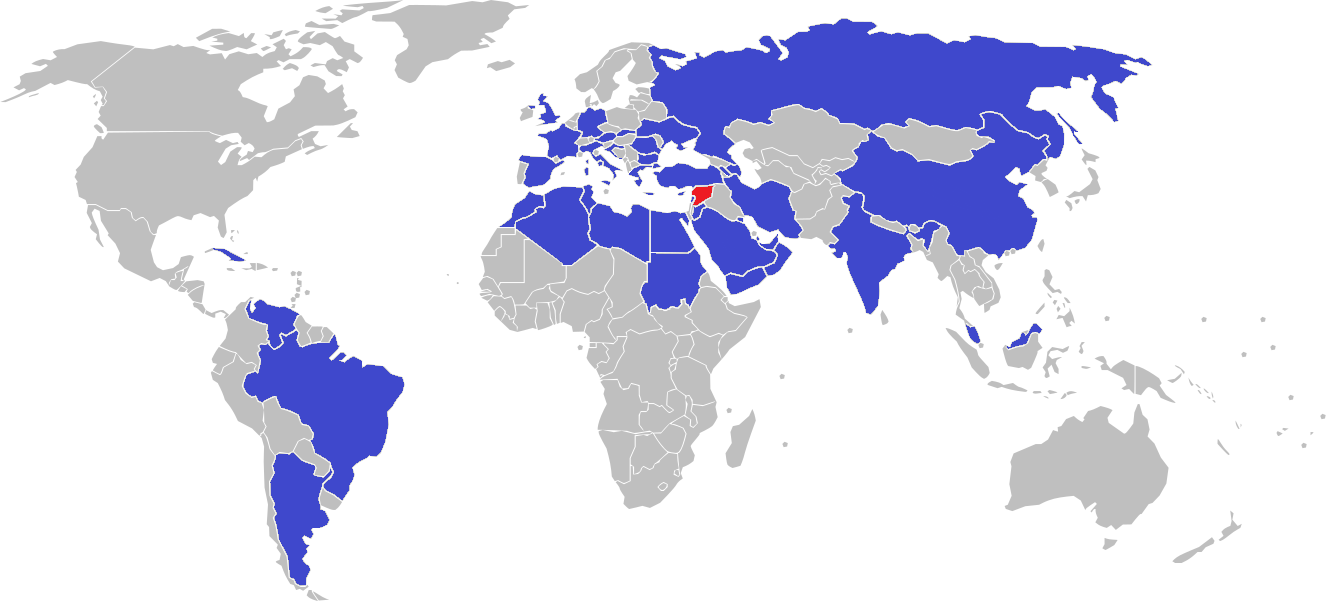
خريطة الزيارات الرئاسية الدولية لبشار الأسد

هذه قائمة بالزيارات الرئاسية التي قام بها بشار الأسد خلال رئاسته والتي بدأت بتنصيبه في 17 يوليو 2000. بسبب الحرب الأهلية، لم يقم بأي رحلات دولية بين ديسمبر 2010 وأكتوبر 2015.

## ملخص
عدد الزيارات لكل دولة سافر إليها الرئيس السوري بشار الأسد هي:
- مرة واحدة : الأرجنتين، أرمينيا، النمسا، أذربيجان، بيلاروسيا، البرازيل، بلغاريا، كرواتيا، كوبا، قبرص، ألمانيا، اليونان، إيطاليا، الهند، الكويت، ليبيا، ماليزيا، المغرب، عمان، رومانيا، السودان، سلوفاكيا، أوكرانيا، المملكة المتحدة، الفاتيكان، فنزويلا، اليمن.
- اثنان : الجزائر، الصين، الأردن، لبنان.
- ثلاثة : مصر، إسبانيا، تونس، تركيا.
- أربعة : فرنسا، قطر، الإمارات العربية المتحدة، البحرين
- سبعة : إيران، روسيا، السعودية.

## 2000

### أكتوبر
- مصر[1]

## 2001

### فبراير
- البحرين[2]

### مارس

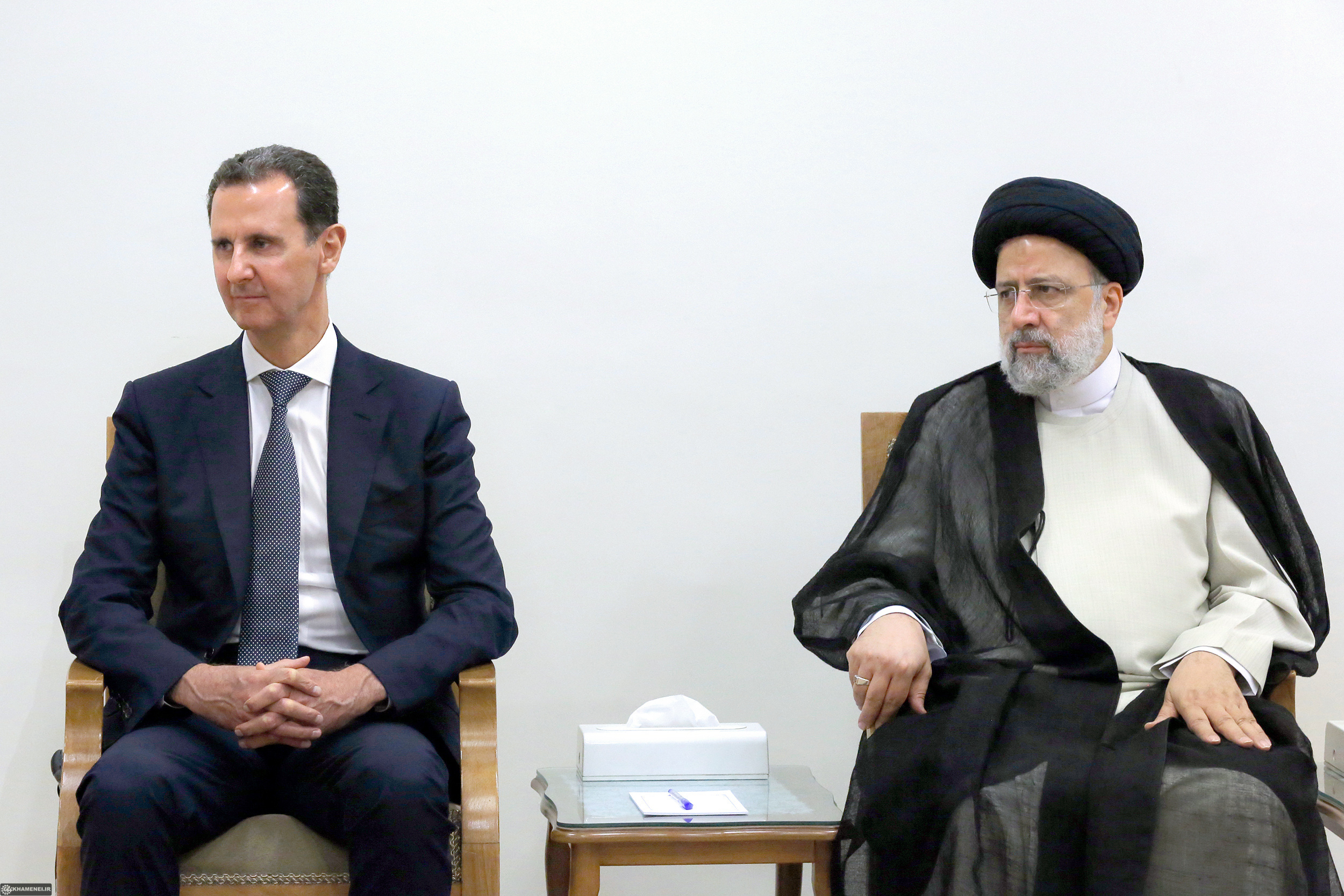
الأسد مع السيد خامنئي في 2022

- الأردن – حضر القمة العربية في عمان[3]

### أبريل
- تونس[4]
- المغرب[4]

### يونيو

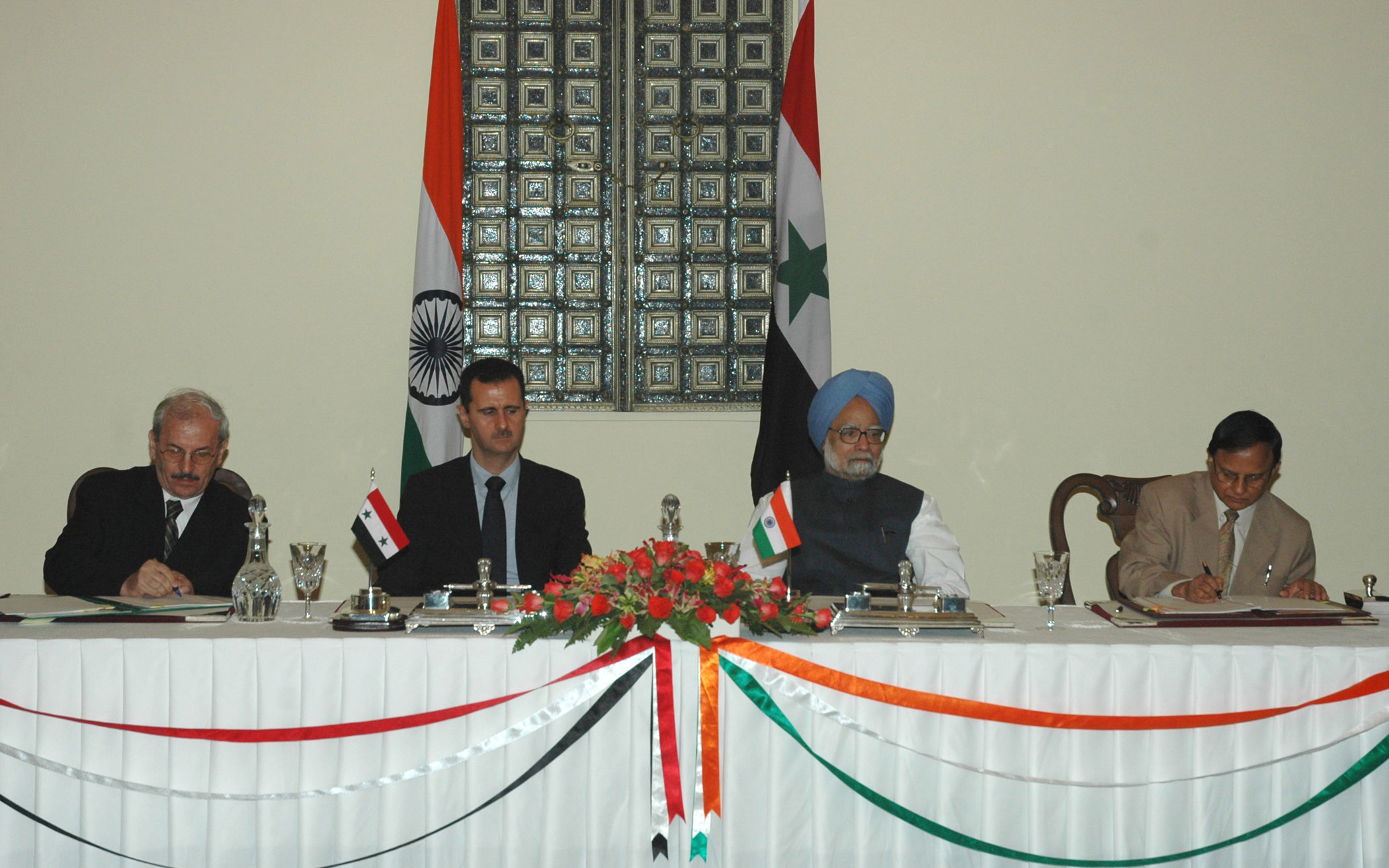
الأسد مع رئيس الوزراء الهندي مانموهان سينغ في 2008

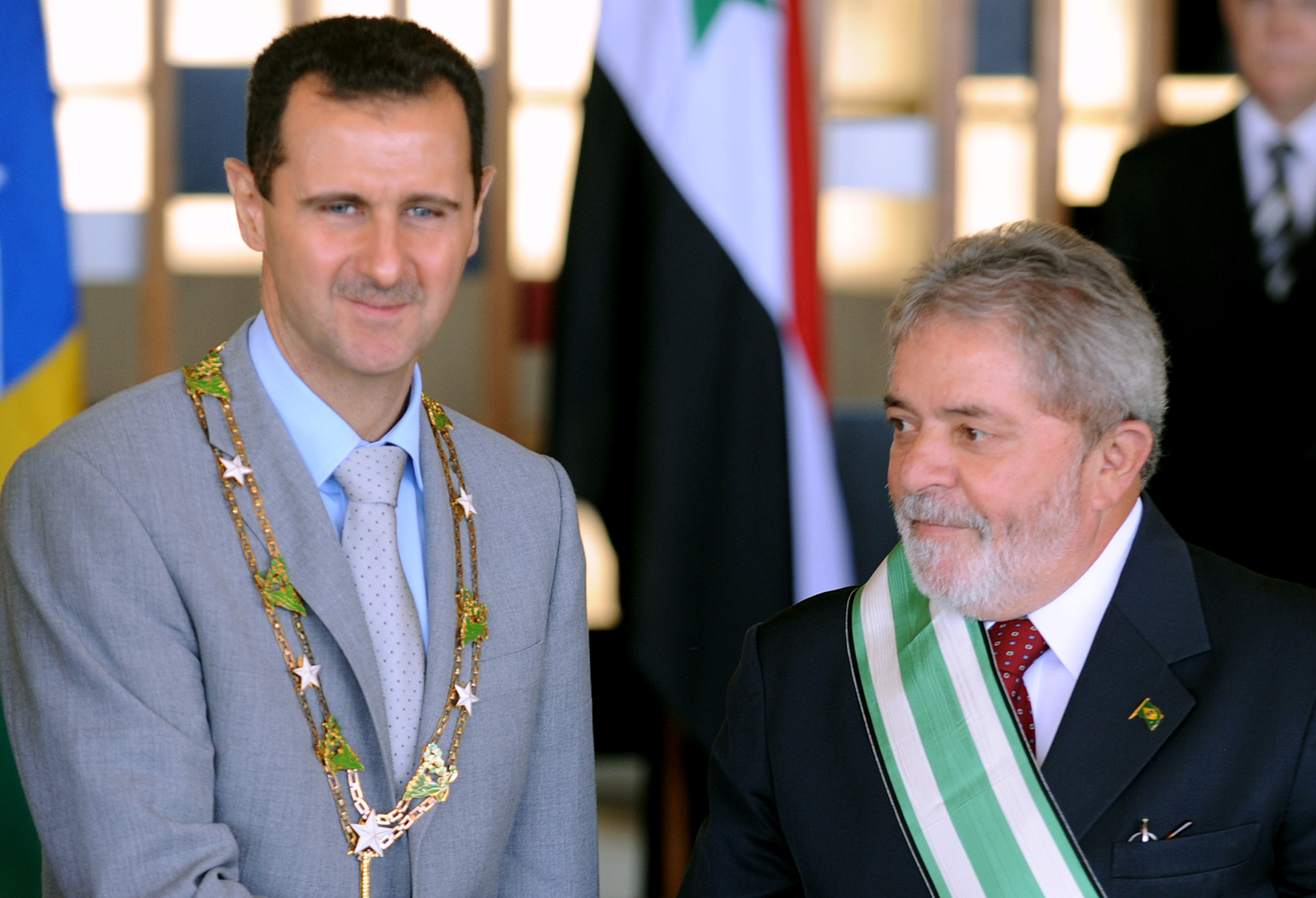
الأسد مع لويس إيناسيو لولا دا سيلفا، يونيو 2010

- فرنسا[5]

### يوليو
- ألمانيا[6]

## 2002

### فبراير
- إيطاليا[7]

### مارس
- لبنان[8]

### نوفمبر
- البحرين[9]

### ديسمبر
- المملكة المتحدة[10]

## 2003

### ديسمبر
- اليونان[11]

## 2004

### مايو
- تونس – حضر القمة العربية في تونس[12]

### يونيو
- الصين[13][14]

### نوفمبر
- الإمارات العربية المتحدة – حضر جنازة الشيخ زايد بن سلطان آل نهيان[15]

## 2005

### يناير

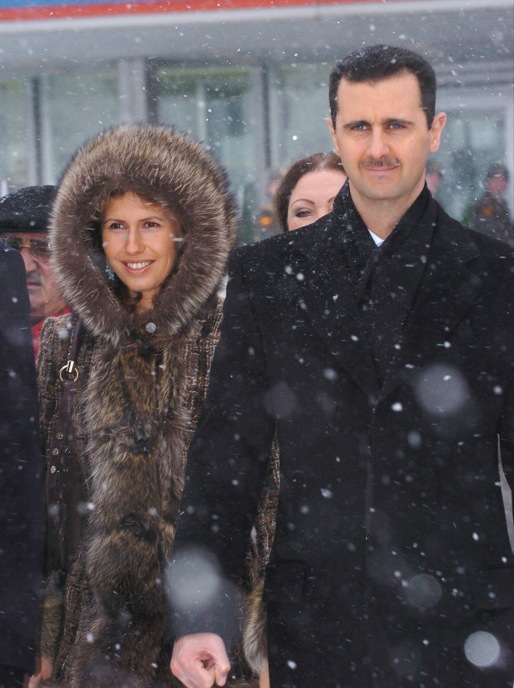
الأسد وزوجته أسماء، يناير 2005

- روسيا[16]

### مارس
- الجزائر – حضر القمة العربية في الجزائر العاصمة[17]

### أغسطس
- السعودية – حضر جنازة الملك فهد بن عبد العزيز آل سعود[18]

## 2006

### يناير
- اليمن[19]

### مارس
- السعودية[20]
- السودان – حضر القمة العربية في الخرطوم[21]

## 2007

### فبراير
- إيران[22]

### مارس
- السعودية – حضر القمة العربية في الرياض[23]

### أكتوبر
- تركيا[24]

## 2008

### يونيو
- الإمارات العربية المتحدة[25]
- الكويت[26]
- الهند[27]

### أغسطس
- إيران[28]
- روسيا[29]

## 2009

### يناير
- قطر – حضر قمة غزة الطارئة في 16 يناير 2009.[30]

### مارس
- الأردن[31]
- قطر[32]

### أبريل
- البحرين[33]

- النمسا[34]
- سلوفاكيا[35]

### يونيو
- أرمينيا[36]

### يوليو
- أذربيجان[37]

### أغسطس
- إيران[38]

### سبتمبر
- تركيا[39]

### نوفمبر
- فرنسا[40]

## 2010

### يناير
- السعودية[41]
- قطر[42]

### مارس
- ليبيا[43]

### مايو
- تركيا[44]
- قطر[45]

### يونيو
- فنزويلا[46]
- كوبا[47]
- البرازيل[48]

### يوليو
- الأرجنتين[49]
- إسبانيا[50]
- لبنان[51]

### أكتوبر
- إيران[52]
- السعودية[53]

### نوفمبر
- قبرص[54]
- بلغاريا[55]
- رومانيا[56]

### ديسمبر
- أوكرانيا – التقى الرئيس فيكتور يانوكوفيتش[57]
- فرنسا – التقى الرئيس نيكولا ساركوزي[58]

## 2011
فبراير
•  الكويت للمشاركة في الاحتفالات الوطنية الرسمية لدولة الكويت بالذكرى الخمسين للاستقلال والذكرى العشرين للتحرير.
مارس
٠ اندلاع الاحتجاجات السورية ضد نظام بشار الأسد

## 2012
بسبب الحرب الأهلية السورية، لم يزر الرئيس أية دولة خلال هذه الفترة.

## 2013
بسبب الحرب الأهلية السورية، لم يزر الرئيس أية دولة خلال هذه الفترة.

## 2014
بسبب الحرب الأهلية السورية، لم يزر الرئيس أية دولة خلال هذه الفترة.

## 2015

### أكتوبر
- روسيا – اجتمع بالرئيس فلاديمير بوتين في موسكو، 21 أكتوبر 2015.[59]

## 2016
لا زيارات

## 2017

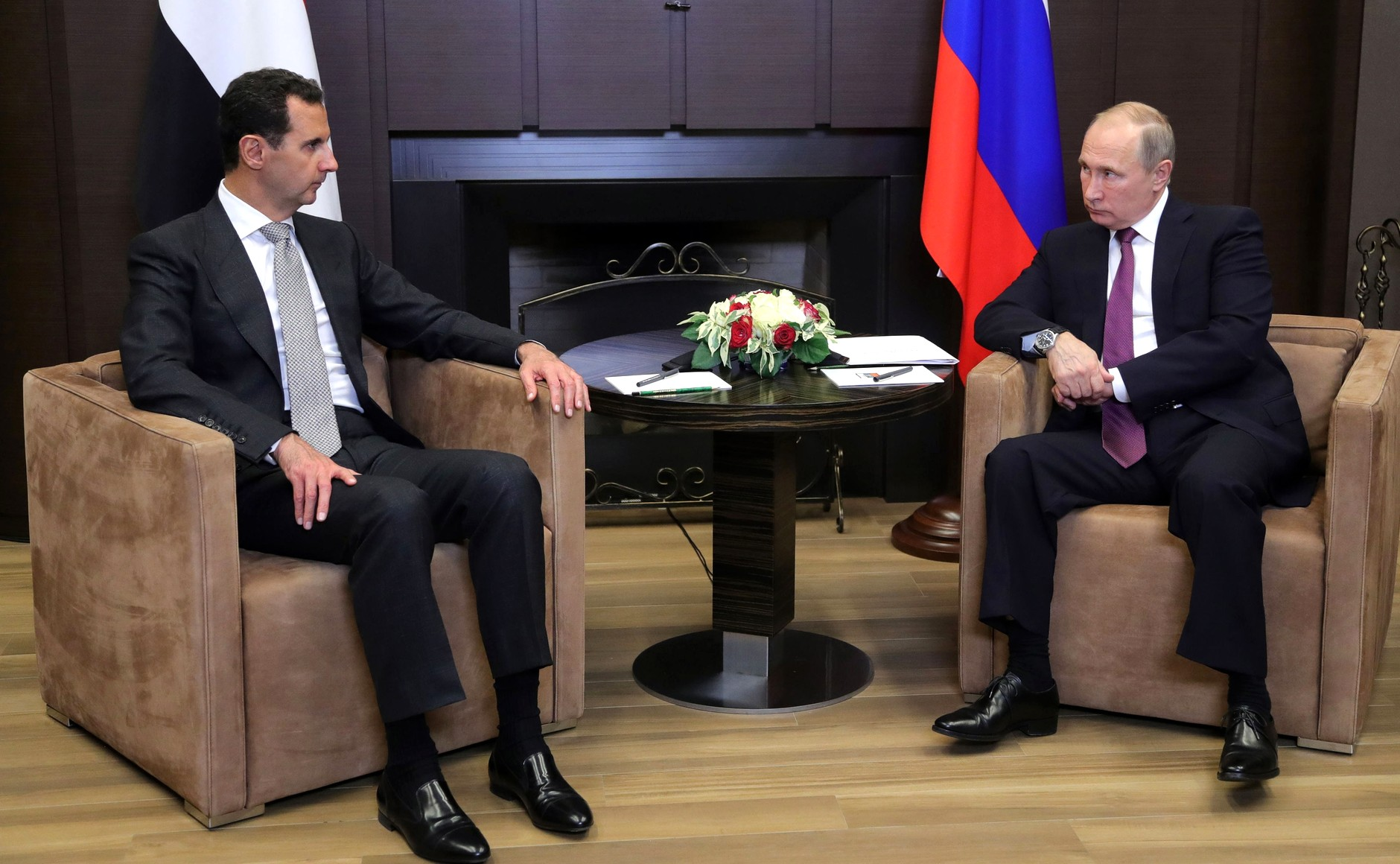
الأسد مع الرئيس الروسي في 2017

### نوفمبر
- روسيا – اجتمع بالرئيس فلاديمير بوتين في سوتشي، 20 نوفمبر 2017.[60]

## 2018

### مايو
- روسيا – التقى الرئيس فلاديمير بوتين في سوتشي، 17 مايو 2018.[61]

## 2019

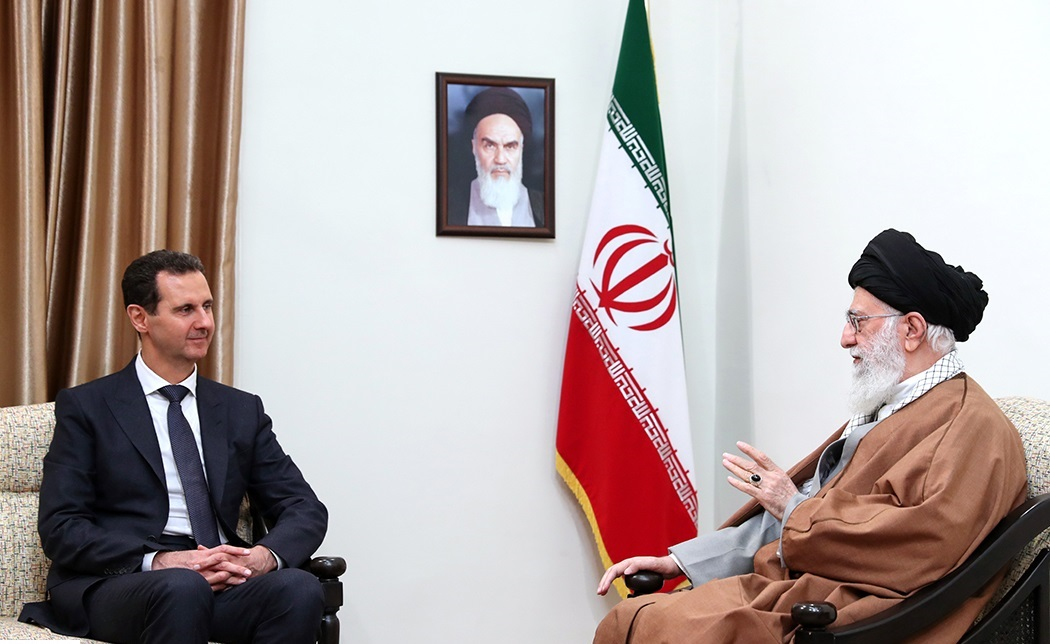
الأسد مع السيد خامنئي في 2019

### فبراير
- إيران – اجتمع بالمرشد الأعلى علي خامنئي، 25 فبراير 2019.[62]

## 2020
لا زيارات بسبب جائحة كورونا.

## 2021

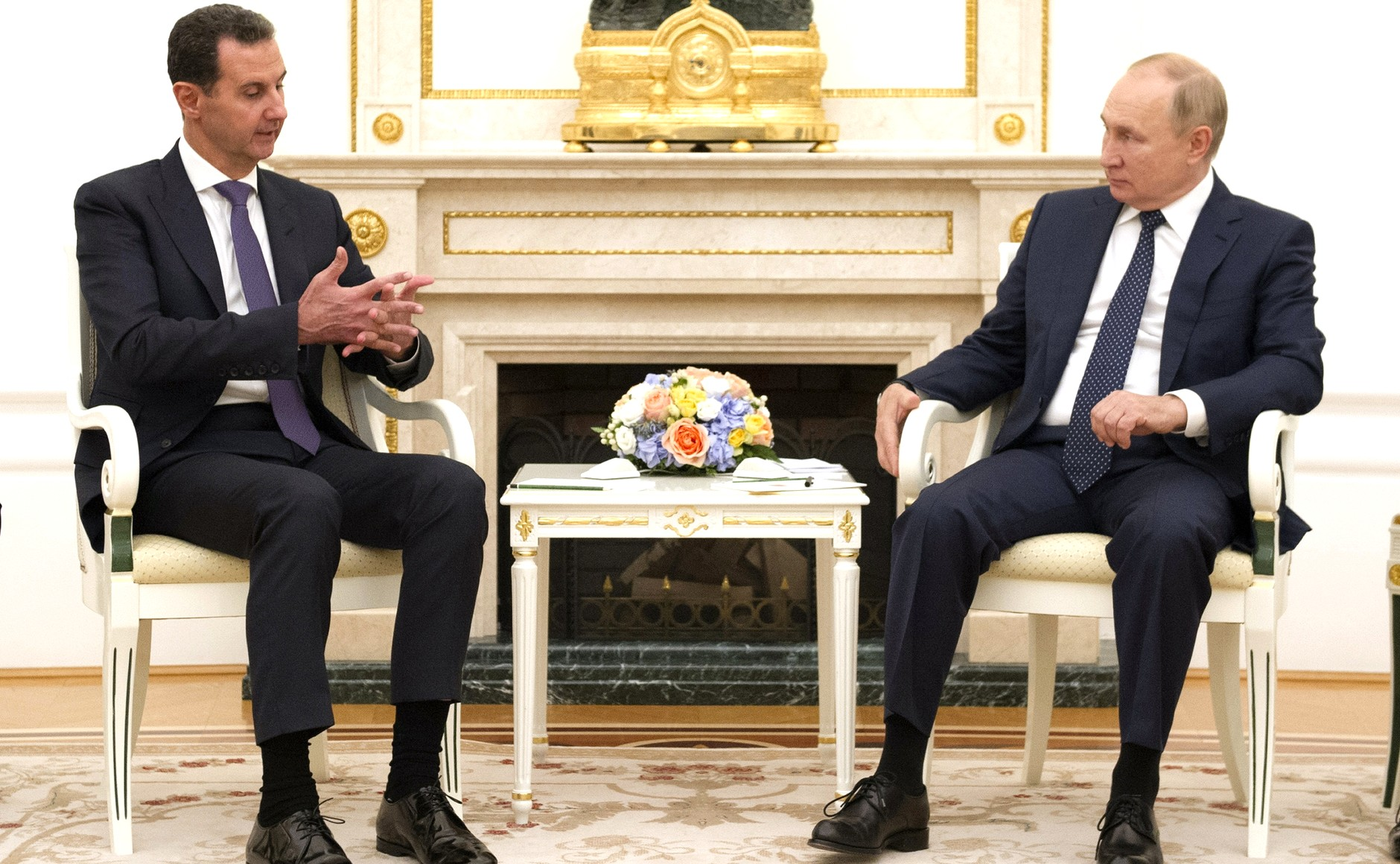
الأسد مع الرئيس الروسي في 2021

### سبتمبر
- روسيا – اجتمع بالرئيس فلاديمير بوتين في موسكو، 13 سبتمبر 2021.[63]

## 2022

### مارس
- الإمارات العربية المتحدة – 18 مارس 2022.[64]

### مايو
- إيران – 8 مايو 2022.[65]

## 2023

### فبراير
- عُمان - اجتمع مع سلطان عمان هيثم بن طارق آل سعيد في مسقط، 20 فبراير 2023.[66]

### مارس
- روسيا - 14 مارس 2023.[67]
- الإمارات العربية المتحدة - 19 مارس 2023.[68]

### مايو
- السعودية - ترأس وفد بلاده إلى جدة للمشاركة بالقمة العربية، 19 مايو 2023.[69]

### سبتمبر
- الصين - يزور الرئيس الأسد مع زوجته الصين تلبية لدعوة رسمية من الرئيس شي جين بينغ، 21 سبتمبر 2023.[70][71]

### نوفمبر
- السعودية - للمشاركة في أعمال القمة العربية الطارئة حول غزة، 10 نوفمبر 2023.[72][73]

## 2024

### مايو
- البحرين - للمشاركة في أعمال القمة العربية، 16 مايو 2024.[74]
- إيران - قدم التعازي للسيد الخامنئي بمقتل رئيسي وعبد اللهيان، 30 مايو 2024.[75]

### يوليو
- روسيا - 25 يوليو 2024.[76]

ديسمبر
 روسيا - 8 ديسمبر بعد سقوط نظامه في سوريا طلب لجوء سياسي